# Благовест (космический аппарат)
«Благовест» (изделие 14Ф149) — серия геостационарных российских спутников связи военного назначения, разработанных «Информационные спутниковые системы» имени академика М. Ф. Решетнёва по заказу Министерства обороны России. Спутниковая группировка предназначена для обеспечивания потребителей телефонной и видеоконференцсвязью, высокоскоростной передачей данных.
Спутники работают в диапазонах C (3.4-4.2 ГГц на линии «вниз» и 5,975-6,475 ГГц на линии «вверх») и Ка/Q (20 ГГц на линии "вниз" и 44 ГГц на линии "вверх"). Полезная нагрузка создавалась при участии европейской компании Thales Alenia Space, однако соотношение российских и импортных составляющих неизвестно. Изначально предполагалось использование системы Благовест также и в гражданских целях, но впоследствии было принято решение использовать её только для нужд Министерства обороны РФ.

## Состояние группировки
| Дата запуска по МСК  | Название спутника             | COSPAR    | Космодром | Ракета-носитель / РБ | Платформа     | Срок службы |
| -------------------- | ----------------------------- | --------- | --------- | -------------------- | ------------- | ----------- |
| 17 августа 2017 года | Космос-2520 (Благовест № 11Л) | 2017-046A | Байконур  | Протон-М / Бриз-М    | Экспресс-2000 | 15 лет      |
| 19 апреля 2018 года  | Космос-2526 (Благовест № 12Л) | 2018-037A | Байконур  | Протон-М / Бриз-М    | Экспресс-2000 | 15 лет      |
| 21 декабря 2018 года | Космос-2533 (Благовест № 13Л) | 2018-107A | Байконур  | Протон-М / Бриз-М    | Экспресс-2000 | 15 лет      |
| 6 августа 2019 года  | Космос-2539 (Благовест № 14Л) | 2019-048A | Байконур  | Протон-М / Бриз-М    | Экспресс-2000 | 15 лет      |